# Бастаро, Матьё
Матьё Бастаро (фр. Mathieu Bastareaud; род. 17 сентября 1988 года в Кретее, Валь-де-Марн, Франция) — французский регбист гваделупского происхождения. Выступает за «Тулон» и сборную Франции на позиции центра.

## Биография

### Клубная карьера
Начал заниматься регби в возрасте пяти лет в команде своего родного города, «Кретее». В возрасте 15 лет попал в академию регбийного клуба «Масси», за клуб дебютировал в 2006 году, когда тот играл в Федераль 1, третьем по силе французском дивизионе. По окончании сезона 2006/07 подписал трёхлетний контракт со «Стад Франсе». По прошествии трёх сезонов, Бастаро перезаключил контракт ещё на три года, однако уже летом 2011 перешёл в «Тулон», потому что игрока не устраивало, что «Стад Франсе» не выигрывает трофеи и по результатам сезона оказывается лишь в середине таблицы.
В сезоне 2012/13 выигрывает свой первый клубный трофей, становясь победителем Кубка Хейнекен, в котором «Тулон» одержал победу над «Клермон Овернь» со счётом 16:15. В сезоне 2013/14 Бастаро становится чемпионом Франции (в сезонах 2011/12 и 2012/13 «Тулон» доходил до финала плей-офф, но оба раза проиграл в решающем матче), обыграв в финале «Кастр» (18:10). В 2014 году на смену Кубку Хейнекен пришёл Кубок европейских чемпионов и Бастаро в составе «Тулона» стал один из первых его обладателей, в финале со счётом 24:18 был обыгран «Клермон Овернь». В декабре 2015 года игрок подписал с клубом новый контракт, рассчитанный на пять лет.

### Карьера в сборной
В 2008 году Бастаро вызвали в состав Франция U20 на матчи Чемпионата мира среди юниоров 2008.
27 февраля 2009 года дебютировал за главную национальную сборную в матче против сборной Уэльса (21:16) в рамках Кубка шести наций.
В 2010 году стал победителем Кубка шести наций, в котором сборная Франции выиграла Большой шлем. Участвовал в турнирах 2013, 2014 и 2015 годов. В 2015 году попал в состав сборной на Чемпионат мира, где сыграл в 4 встречах.

### Турнир в Новой Зеландии
В 2009 году Бастаро был вызван в состав сборной на тестовые матчи в Новой Зеландии и Австралии. Проведя только один матч игрок вернулся во Францию из-за повреждений лица. Изначально игрок утверждал, что подвергся нападению четырёх или пяти неизвестных людей, которые избили его, когда тот поздно вечером возвращался в свой отель в Веллингтоне. Расследованием этого случая занялась полиция Новой Зеландии. Сотрудники просмотрели записи с камер наблюдения и обнаружили, что Бастаро вернулся в отель около 5 утра один и без каких-либо видимых повреждений лица. После этого регбист признался, что возвращался в отель в состоянии сильного алкогольного опьянения, а повреждения получил из-за того, что упал и ударился об стол в своём номере. После этого официальные извинения принесли сам игрок, президент Французской федерации регби Пьер Каму и премьер-министр Франции Франсуа Фийон.

## Достижения

### В клубе
- «Тулон»
  - Чемпион Франции: 2013/14
  - Вице-чемпион Франции: 2011/12, 2012/13
  - Обладатель Кубка Хейнекен (позже — Кубка европейских чемпионов): 2012/13, 2013/14, 2014/15

### В сборной
- Кубок шести наций
  - Победитель: 2010